# Penstemon bracteatus
Espèce
Penstemon bracteatus  est une espèce de plantes de la famille des Plantaginacées, originaire d'Amérique du Nord. Elle est connue sous le nom de       Platy Beardtongue ou  Red Canyon Beardtongue en anglais.

## Description
Cette espèce est pérenne, native de l’Utah, et peut atteindre 15cm de haut. Les fleurs sont généralement de couleur bleu lavande.